# Fudbalski Klub Metalurg Skopje
L'FK Metalurg (in macedone ФК Металург, nome completo Fudbalski Klub Metalurg Skopje) è stata una società calcistica macedone con sede nella città di Skopje. È stato fondato nel 1964.
Il Metalurg ha esordito nella prima divisione macedone nella stagione 1992/1993, al termine della quale è retrocesso. Dopo 15 stagioni nella serie cadetta, ha conquistato il suo unico titolo nel 2008/2009. Nella stagione 2009/2010 il Metalurg ha ottenuto il terzo posto, ottenendo per la prima volta l'accesso alle coppe europee.

## Rosa 2013-2014
| N. |                               | Ruolo | Calciatore           |
| -- | ----------------------------- | ----- | -------------------- |
| 3  | Macedonia del Nord (bandiera) | D     | Bojan Ǵorgievski     |
| 6  | Macedonia del Nord (bandiera) | D     | Kostadin Djinov      |
| 7  | Macedonia del Nord (bandiera) | D     | Błagojcze Lamczewski |
| 13 | Macedonia del Nord (bandiera) | D     | Dime Dimov           |
| 15 | Macedonia del Nord (bandiera) | D     | Risto Mitrevski      |
| 19 | Macedonia del Nord (bandiera) | D     | Ninoslav Dodevski    |
| 23 | Macedonia del Nord (bandiera) | D     | Martin Šiškov        |
| 28 | Macedonia del Nord (bandiera) | D     | Sedat Berisha        |
|    | Macedonia del Nord (bandiera) | D     | Filip Ristovski      |
| 2  | Macedonia del Nord (bandiera) | C     | Aleksandar Dalčeski  |
| 8  | Macedonia del Nord (bandiera) | C     | Oliver Peev          |
| 11 | Macedonia del Nord (bandiera) | C     | Vasko Mitrov         |

| N. |                               | Ruolo | Calciatore          |
| -- | ----------------------------- | ----- | ------------------- |
| 20 | Macedonia del Nord (bandiera) | C     | Mile Krstev         |
| 27 | Serbia (bandiera)             | C     | Ljubomir Stevanović |
|    | Macedonia del Nord (bandiera) | C     | Mihajlo Mitrov      |
| 9  | Macedonia del Nord (bandiera) | A     | Blagoja Naumovski   |
| 10 | Macedonia del Nord (bandiera) | A     | Marko Simonovski    |
| 14 | Macedonia del Nord (bandiera) | A     | Marjan Radeski      |
| 17 | Serbia (bandiera)             | A     | Zoran Vujović       |
| 21 | Macedonia del Nord (bandiera) | A     | Viktor Angelov      |
| 24 | Macedonia del Nord (bandiera) | A     | Kiril Trajkovski    |
|    | Macedonia del Nord (bandiera) | A     | Dimitar Ivanov      |
|    | Macedonia del Nord (bandiera) | A     | Ivan Ivanovski      |

## Rose delle stagioni precedenti
- 2009-2010

## Palmarès

### Competizioni nazionali
- Campionato macedone: 1

1986-1987
- Coppa di Macedonia: 1

2010-2011
- Treta Liga: 1

2004-2005

### Altri piazzamenti
- Campionato macedone:

Secondo posto: 2010-2011, 2011-2012, 2012-2013
Terzo posto: 2009-2010, 2013-2014
- Coppa di Macedonia:

Finalista: 2013-2014
- Supercoppa di Macedonia:

Finalista: 2011

## Stagione per stagione
| Stagione | G  | V  | N  | P  | GF | GS | Pt | Pos | Note                 |
| -------- | -- | -- | -- | -- | -- | -- | -- | --- | -------------------- |
| 1992-03  | 34 | 12 | 7  | 15 | 37 | 42 | 31 | 15  | Makedonska Prva Liga |
| 2008-09  | 30 | 6  | 11 | 13 | 25 | 35 | 29 | 9   | Makedonska Prva Liga |
| 2009-10  | 26 | 12 | 11 | 3  | 35 | 16 | 47 | 3   | Makedonska Prva Liga |

## In Europa
| Stagione | Competizione       | Turno | Avversario      | Casa | Trasferta | Totale    |
| -------- | ------------------ | ----- | --------------- | ---- | --------- | --------- |
| 2010-11  | UEFA Europa League | Q1    | Qarabağ         | 1-1  | 1-4       | 2-5       |
| 2011-12  | UEFA Europa League | Q2    | Lokomotiv Sofia | 0-0  | 2-3       | 2-3       |
| 2012-13  | UEFA Europa League | Q1    | Birkirkara      | 0-0  | 2-2       | 2-2 (gfc) |
| 2012-13  | UEFA Europa League | Q2    | Ruch Chorzów    | 0-3  | 1-3       | 1-6       |
| 2013-14  | UEFA Europa League | Q1    | Qarabağ         | 0-1  | 0-1       | 0-2       |
| 2014-15  | UEFA Europa League | Q1    | UE Santa Coloma | 2-0  | 3-0       | 5-0       |
| 2014-15  | UEFA Europa League | Q2    | Zeljeznicar     | 0-0  | 2-2       | 2-2 (gfc) |
| 2014-15  | UEFA Europa League | Q3    | Omonia Nicosia  | 0-1  | 0-3       | 0-4       |